# Wout Faes
Wout Felix Lina Faes (ur. 3 kwietnia 1998 w Mol) – belgijski piłkarz, grający na pozycji środkowego obrońcy w angielskim klubie Leicester City oraz w reprezentacji Belgii.

## Kariera klubowa
Swoją karierę piłkarską Faes rozpoczynał w juniorach takich klubów jak: Rauw Sport Mol (2003-2006), Lierse SK (2006-2012) i RSC Anderlecht (2012-2016). W 2016 roku został włączony do kadry pierwszego zespołu Anderlechtu, a 31 stycznia 2017 wypożyczony do holenderskiego sc Heerenveen, w którym zadebiutował 1 kwietnia 2017 w przegranym 1:4 wyjazdowym meczu z Heraclesem Almelo. W Heerenveen spędził pół roku.
W lipcu 2017 Faes został wypożyczony z Anderlechtu do Excelsioru. Swój debiut w nim zaliczył 13 sierpnia 2017 w zwycięskim 2:1 wyjazdowym spotkaniu z Willemem II Tilburg. W Excelsiorze spędził rok.
1 lipca 2018 Faes został piłkarzem KV Oostende, który zapłacił za niego Anderlechtowi kwotę 300 tysięcy euro. W klubie z Ostendy zadebiutował 28 lipca 2018 w zwycięskim 2:1 domowym spotkaniu z Royalem Excel Mouscron.
30 stycznia 2020 Faes przeszedł do francuskiego Stade de Reims, a dzień później trafił na wypożyczenie do KV Oostende. Latem 2020 wrócił do Stade de Reims i 23 sierpnia 2020 zadebiutował w nim w Ligue 1 w zremisowanym 2:2 wyjazdowym meczu z AS Monaco FC.
1 września 2022 Leicester City poinformowało, że Wout Faes związał się z tym klubem pięcioletnim kontraktem.
| Sezon   | Klub           | Kraj     | Rozgrywki        | Mecze | Gole |
| ------- | -------------- | -------- | ---------------- | ----- | ---- |
| 2016/17 | RSC Anderlecht | Belgia   | Eerste klasse A  | 0     | 0    |
| 2016/17 | sc Heerenveen  | Holandia | Eredivisie       | 8     | 0    |
| 2017/18 | SBV Excelsior  | Holandia | Eredivisie       | 19    | 0    |
| 2018/19 | KV Oostende    | Belgia   | Eerste klasse A  | 35    | 1    |
| 2019/20 | KV Oostende    | Belgia   | Eerste klasse A  | 28    | 0    |
| 2020/21 | Stade de Reims | Francja  | Ligue 1          | 33    | 1    |
| 2021/22 | Stade de Reims | Francja  | Ligue 1          | 37    | 4    |
| 2022/23 | Stade de Reims | Francja  | Ligue 1          | 3     | 0    |
| 2022/23 | Leicester City | Anglia   | Premier League   | 31    | 1    |
| 2023/24 | Leicester City | Anglia   | EFL Championship | 43    | 2    |
| 2024/25 | Leicester City | Anglia   | Premier League   | 34    | 1    |

## Kariera reprezentacyjna
W swojej karierze Faes grał w młodzieżowych reprezentacjach Belgii na szczeblach U-17, U-19 i U-21.